# Сеттімо-Міланезе
Сеттімо-Міланезе (італ. Settimo Milanese) — муніципалітет в Італії, у регіоні Ломбардія,  метрополійне місто Мілан.
Сеттімо-Міланезе розташоване на відстані близько 490 км на північний захід від Рима, 12 км на захід від Мілана.
Населення — 19 997 осіб (2014).
Щорічний фестиваль відбувається 24 червня. Покровитель — святий Іван Хреститель.

## Демографія
Населення за роками:

Станом на 1 січня 2023 року в муніципалітеті офіційно проживало 1296 іноземців з 73 країн, серед них 249 громадян країн Євросоюзу та 81 громадянин України.

## Сусідні муніципалітети
- Корнаредо
- Кузаго
- Мілан
- Ро